# Jeremy Munday
Jeremy Munday (Reino Unido, 18 de mayo de 1960) es un lingüista y traductor británico. Es profesor de estudios de traducción en la Universidad de Leeds y también trabaja como traductor inglés-francés y francés-inglés.

## Trayectoria académica y profesional
Estudió la licenciatura en Lenguas Modernas en la Universidad de Cambridge, Inglaterra. Posteriormente, realizó una maestría en Lingüística Aplicada en la Universidad de Liverpool, y un doctorado en Estudios de Traducción en la Universidad de Bradford.
Ejerció como director, asesor y editor en el Instituto de Lingüistas por Carta Real, en la Asociación Internacional de Traducción y Estudios Interculturales y en diversas revistas mundiales sobre estudios de traducción —a esta área también se le llama traductología—. De igual forma, trabajó como lingüista forense en casos legales de marcas comerciales y como intérprete para clientes industriales. Sus traducciones se han presentado en la Real Academia de Artes en Londres, en el Museo Nacional Thyssen-Bornemisza en Madrid y en la Colección de la UNESCO de obras representativas: tesoros de la literatura mundial.
Fue profesor de traducción en la Universidad de Leeds, Inglaterra. En 2022, decidió jubilarse y le otorgaron el reconocimiento como profesor emérito en Estudios de Traducción. Actualmente, es miembro del departamento de Spanish, Portuguese and Latin American Studies (Estudios latinoamericanos) y del Center for Translation Studies (Centro de Estudios de Traducción) de la Universidad de Leeds. También es uno de los jefes de redacción de la serie de publicaciones Bloomsbury Advances in Translation (Avances Bloomsbury en traducción) de la editorial Bloomsbury Publishing. 

## Áreas de investigación
Él entiende a la traducción e interpretación como un conducto de información que puede transformarse en un lugar de lucha donde ocurren peleas de poder entre lenguas, participantes e instituciones. Es por esto que enfocó su investigación y trabajo profesional hacia la investigación de la traductología. Gran parte del conocimiento generado por esta investigación se ha dirigido a la enseñanza de traductores e intérpretes.
Los diversos temas que explora en sus investigaciones son: el discurso, el análisis textual y el estilo en la traducción, la aplicación de la lingüística sistémico-funcional a la traducción, la ideología en la traducción e interpretación literaria y política enfocada a España y Latinoamérica, la aplicación de herramientas basadas en corpus para el análisis contrastivo del lenguaje y el análisis de borradores de traductores literarios.
Sus investigaciones están avaladas por the Arts and Humanities Research Council (Consejo de Investigación de Artes y Humanidades), la Academia Británica y the Friends of Princeton Library (Los amigos de la biblioteca Princeton).

### Didáctica de los Estudios de Traducción
En el año 2004, junto con  Basil Hatim escribió el libro Translation: An Advanced Resource Book (Traducción: un libro de recursos avanzado) con la intención de presentar diversas técnicas para poder enseñar la traducción mediante el uso de una base  estructurada y programática. Este libro se compone de 14 unidades, las cuales abarcan tanto aspectos antiguos como nuevos de la traducción.
La intención del libro es aplicar un enfoque modular, por lo que el conocimiento aprendido se debe poner en práctica al tratar de resolver los ejercicios dentro de cada unidad; de modo que se debe viajar a través de las distintas unidades, sin un orden concreto, para obtener la información necesaria. Este método de aprendizaje fue una propuesta presentada por ambos autores para lograr conectar los conceptos teóricos de la traducción a la práctica de la misma, ya que se había considerado por mucho tiempo que solo se podían utilizar los métodos tradicionales de enseñanza. 
También publicó el libro Introducing Translation Studies: Theories and Applications (Introducción a la traductología: teorías y aplicaciones) por primera vez en 2001 . El autor escribió este libro con la intención de brindar una introducción a la teoría de la traducción a estudiantes y profesionales del área. Esto lo hace por medio de una presentación cronológica de diversas teorías de la traducción a través de sus capítulos. Este libro busca que el lector aprenda acerca de las diferentes teorías de traducción que se han formado desde antes del siglo XX hasta la época actual. Ya que incluso las más antiguas todavía se utilizan y cuestionan. La estructura del libro permite analizar casos en los que se ejemplifica el conocimiento adquirido en cada capítulo.
De igual forma, se especializó en traducción de Literatura latinoamericana , por lo que escribió libros donde explora las posibilidades para la traducción del español al inglés. Uno de estos libros es Style and Ideology in Translation: Latin American Writing in English (Ideología y estilo en traducción: literatura latinoamericana en inglés), el cual fue escrito en el año 2008. El objetivo de este trabajo es el análisis de casos específicos para poder cuestionar la razón de las distintas traducciones. Al mismo tiempo, busca centrar el enfoque de la traducción en las distintas variables que puedan surgir en cada caso, en lugar de tratar de replicar el estilo del autor o basar todas las decisiones en el contexto histórico que rodea a la obra.

### Análisis del discurso y traducción
En 2020, Munday coeditó junto al profesor Binhua Wang, el libro Advances in Discourse Analysis of Translation and Interpreting: Linking Linguistic Approaches with Socio-cultural Interpretation (Avances en el análisis del discurso de la traducción y la interpretación: vinculando los enfoques lingüísticos a la interpretación sociocultural), donde recopilaron 11 trabajos de investigación sobre el análisis del discurso en la traducción e interpretación presentados en la 6.ª conferencia de La Asociación Internacional de Traducción y Estudios Interculturales hecha en Hong Kong Baptist University (Universidad Baptista de Hong Kong) en 2018. Estos trabajos están agrupados en cuatro secciones temáticas para organizar los distintos enfoques de análisis dentro del campo.
El libro forma parte del campo de los estudios de traducción y el análisis del discurso. Su fin es investigar cómo interviene la cultura y la ideología en la traducción y la interpretación a través de datos empíricos del contexto chino.Del mismo modo, ambos autores recopilaron trabajos con enfoques analíticos del discurso que van desde el análisis sistémico-funcional, la teoría narrativa, el análisis crítico del discurso, el método basado en corpus hasta la semiótica visual; para relacionarlos con interpretaciones socioculturales e ideológicas.
Aunque ningún trabajo es de su autoría, él redactó la introducción del libro junto a Wang, donde remarcaron que la traducción y la interpretación deberían de ser consideradas como prácticas sociales e ideológicas. Igualmente, abordaron cómo las decisiones lingüísticas reflejan y construyen ideologías y posturas, ya que los traductores e intérpretes no son solo mediadores lingüísticos y comunicativos, sino que también son agentes culturales e ideológicos.

### Estudios de Traducción basados en análisis de corpus
El traductor participó como editor del libro Corpus-Based Translation Studies. Research and Application (Estudios de Traducción basados en corpus. Investigación y aplicación). Esta obra es un conjunto de artículos que siguen la misma línea de investigación: los Estudios de Traducción basados en Corpus (ETBC), rama de los estudios de traducción que toma el análisis de corpus como su principal paradigma y metodología de investigación para examinar el lenguaje traducido e identificar qué lo diferencia del lenguaje no mediado.  
Además de editor, también aportó a la publicación con su artículo Looming Large: A Cross-Linguistic Analysis of Semantic Prosodies in Comparable Reference Corpora (Una presencia inminente: un análisis interlingüístico de la prosodia semántica en corpus de referencia comparables). En este, él se enfoca en la prosodia semántica —concepto que se refiere a cómo las palabras alrededor de una principal, o sus colocaciones, influyen en su significado; usualmente se clasifica como positiva, negativa o neutral— y las implicaciones que tiene para la traducción. Además, expresa la utilidad e importancia del uso de corpus para los traductores, pues no conocer las diferencias entre la prosodia semántica de las lenguas con las que trabaja puede ocasionar desplazamientos en la traducción. Esto último afecta la percepción del lector hacia el texto.
En este artículo, también sugiere complementar este estudio contrastivo, que utiliza principalmente diccionarios y corpus monolingües, con un análisis de ejemplos reales de traducciones. Asimismo, propone una colaboración formal entre los teóricos de los estudios de traducción, los lingüistas de corpus y los desarrolladores de software para mejorar considerablemente la investigación de la prosodia semántica.

### Investigaciones sobre la ideología y el estilo en la traducción
Munday también ha mostrado interés por investigar cómo las cuestiones de ideología y estilo influyen en el proceso del traductor y las decisiones que este toma. Así, una de sus obras más conocidas dentro de este ámbito de estudio es Style and Ideology in Translation: Latin American Writing in English (El estilo y la ideología en la traducción: la literatura latinoamericana en inglés), libro publicado en 2008 que surge de la interrogante acerca de por qué existían tantas diferencias en los trabajos de traductores situados en un entorno social, histórico y geográfico parecido.
A lo largo de 8 capítulos, Jeremy definió a la ideología como un sistema de creencias que informa la visión del mundo del individuo y luego se materializa de forma lingüística. Mientras que, al estilo lo definió como el patrón de elecciones que un autor hace de entre los recursos y limitaciones de la lengua y del género literario en el que trabaja; es este el que dota al texto de singularidad y el que lo relaciona con su autor.  Además, exploró la presencia discursiva, la voz y el estilo en la traducción, y cómo estos elementos se insertan dentro de los contextos ideológicos en la traducción de textos de la literatura latinoamericana.
Así, en este libro se centró en analizar la forma en que se ha traducido el trabajo de autores como Carlos Fuentes, Mario Vargas Llosa, Julio Cortázar y Gabriel García Márquez, poniendo especial atención en este último, cuya voz, en algunos casos, ha sido completamente cambiada por sus traductores.  De igual forma, investigó la influencia de la ideología en la traducción de discursos políticos y la influencia del estilo en la traducción audiovisual. Para lograr su análisis, recurrió al trabajo de otros teóricos como Mona Baker, Eugene Nida y Teun Van Dijk, así como al análisis del discurso para descifrar la ideología implícita en estos trabajos. También tomó como objeto de estudio el trabajo de traductores como Harriet de Onís y Gregory Rabassa, cuyo trabajo se centró en la traducción de textos literarios del inglés al español.
En cuanto a sus investigaciones en el ámbito de la traducción de textos políticos, él propuso la creación de un marco paratextual con el fin de facilitar la traducción de dicho tipo de textos. Sobre este mismo ámbito, en el libro Interlingual Readings of Political Discourse (Lecturas interlingüísticas del discurso político), publicado en 2024, expuso cómo la aplicación de conceptos de la lingüística sistémico funcional, desarrollada por Michael Halliday, pueden servir como una herramienta para identificar elementos en el texto que pueden representar un problema de traducción.

## Publicaciones

### Libros:
- 2001: Introducing Translation Studies: Theories and applications. Routledge, London/New York 2001, ISBN 978-0415229265
- 2004: Basil Hatim, Jeremy Munday: Translation: An advanced resource book. Routledge, London/New York 2004, ISBN 978-0415283069
- 2007: Translation as Intervention (ed.). Continuum and IATIS, London 2007, ISBN 978-0826495198
- 2007: Style and Ideology in Translation: Latin American writing in English. Routledge, New York 2007,[21] ISBN 978-0415872904
- 2008: Introducing Translation Studies: Theories and applications. Routledge, Abingdon/New York 2008, 2nd edition, ISBN 978-0415396936
- 2008: The Routledge Companion to Translation Studies (Hrsg.). Routledge, London/New York 2012, ISBN 978-0415396417
- 2011. Corpus-Based Translation Studies. ISBN 978-1623563189
- 2012: Evaluation in Translation: A study of critical points in translator decision-making. Routledge, 2012, ISBN 978-0415577694
- 2012: Introducing Translation Studies: Theories and applications. Routledge, Abingdon/New York 2012, 3rd edition, ISBN 978-0415584890
- 2015. Discourse Analysis in Translation Studies. ISBN 9789027242822
- 2016. Introducing Translation Studies: Theories and Applications. Fourth Edition. ISBN 978-1138912557
- 2019. Translation: An advanced resource book for students. Second Edition. ISBN 9780415536141
- 2020. Advances in Discourse Analysis of Translation and Interpreting Linking Linguistic Approaches with Socio-cultural Interpretation. ISBN 9780367548162
- 2021. Systemic Functional Linguistics and Translation Studies. ISBN 978-1350238299

### Articulos
- 1996. The translation of Spanish American Literature: An inevitable cultural distortion? University of Bradford. 155-164 8
- 1998. The Caribbean Conquers the World? An Analysis of the Reception of García Márquez in Translation. Bulletin of Spanish Studies. 137-144 75.1
- 1998. A Computer-assisted Approach to the Analysis of Translation Shifts. Meta Journal des traducteurs 43 4
- 2004. A comparative analysis of evaluation in Spanish and English World Cup reports. Revista Canaria de Estudios Ingleses. 117-133 49
- 2004. Advertising: Some challenges to translation theory.  The Translator.  199-219 10.2
- 2006. Per Qvale. From St Jerome to hypertext: Translation in theory and practice , tr. Norman R. Spencer; English Language Revision: Linda Sivesind and Kirsten Malmkjaer. Target International Journal of Translation Studies. 183-185 18. 1
- 2007. 11 * Translation Studies.  The Year's Work in Critical and Cultural Theory.  203-216 15.1
- 2007. Encounters and Clashes.  The Translator.  141-149 13.2
- 2007. Translation and Ideology.  The Translator.  195-217 13.2
- 2008. Text Analysis in Translation: Theoty, Methodology, and Didactic Application PP of a Model for Translation-oriented Text Analysis, 2nd edition.INTERPRETER AND TRANSLATOR TRAINER.  119-122 2.1
- 2008. 8 * Translation Studies.  The Year's Work in Critical and Cultural Theory.  215-234 16.1
- 2009. The concept of the interpersonal in translation.  Synaps.  15-30 23.November
- 2009. The creative voice of the translator of Latin American literature.Romance Studies.  270-282 27.4
- 2009. The Translators Invisibility: A History of Translation.  MODERN LANGUAGE REVIEW.  811-812 104
- 2009. TECHNOLOGY AND TRANSLATION.  ROUTLEDGE COMPANION TO TRANSLATION STUDIES.  106-127
- 2009. 5 * Translation Studies.  The Year's Work in Critical and Cultural Theory.  148-163 17.1
- 2009. The Creative Voice of the Translator of Latin American Literature.Romance Studies.  246-258 27.4
- 2009. Boase-Beier, Jean. 2006. Stylistic Approaches to Translation.Target. International Journal of Translation Studies.  394-398 21.2
- 2010. 10 * Translation Studies.  The Year's Work in Critical and Cultural Theory.  221-238 18.1
- 2012. Some personal memories of Peter Newmark.  Journal of Specialised Translation.  241-24317
- 2012. New directions in discourse analysis for translation: a study of decision-making in crowd-sourced subtitles of Obama's 2012 State of the Union speech.  Language and Intercultural Communication.  321-334 12.4
- 2013. The use of archive and manuscript material for the analysis of translator decision-making.  Target.
- 2013. The role of archival and manuscript research in the investigation of translator decision-making.  Target.  125-139 25.1
- 2014. Text Analysis and Translation.  COMPANION TO TRANSLATION STUDIES. 69-81 86
- 2014. Using primary sources to produce a microhistory of translation and translators: theoretical and methodological concerns.  Translator: Studies in Intercultural Communication.  64-80 20.1
- 2014. Advertising: Some Challenges to Translation Theory. The translator. 199-219 10.2
- 2014. The Relations of Style and Ideology in Translation: A case study of Harriet de Onís. The translator. 195-217 13.2
- 2015. Engagement and Graduation resources as markers of translator/interpreter positioning.  Target.  406-412 27.3
- 2015. Introduction.  Target Munday JS; Zhang M (eds.).  325-334 27.3
- 2015. Discourse analysis and translation: Introduction.Translation and Literature Munday JS; Blakesley J (eds.).
- 2016. Poetry translation: Agents, actors, networks, contexts.Translation and Literature.  1-9 25.
- 016. Jon Silkin as Anthologist, Editor, and Translator.  Translation and Literature. 84-106 25.1
- 2016. Introduction. Poetry Translation: Agents, Actors, Networks, Context.  Translation and Literature Munday JS; Blakesley J (eds.).  1-9 25.1
- 2017. Innovation in discourse analytic approaches to translation studies. Perspectives.  1-7 26. 2
- 2017. Anne Schjoldager with Henrik Gottlieb & Ida Klitgård 2008. Understanding Transla-tion. Aarhus: Academica Aarhus. 312 23. 44
- 2017. A model of Appraisal: Spanish interpretings of President Trump’s inaugural address 2017. Perspectives. 26.2
- 2018. Innovation in discourse analytic approaches to translation studies. Perspectives: Studies in Translation Theory and Practice.  159-165 26.2
- 2018. A model of appraisal: Spanish interpretations of President Trump’s inaugural address 2017.  Perspectives: Studies in Translation Theory and Practice.180-195 26.2
- 2020. New contexts in discourse analysis for translation and interpretation.  META.  4-7 65.1
- 2022. The name and nature of translation studies: A reappraisal. Translation and Translanguaging in Multilingual Contexts.  101-113 8.2
- 2023. Interpreter Ideology: ‘Editing’ Discourse in Simultaneous Interpreting. Interpreting: international journal of research and practice in interpreting.  1-26 25.1

### Traducciones
- 1996: Garmendia, Salvador: Memories of Altagracia. Peter Owen, London 1996
- 1998: Ortega, Julio, Carlos Fuentes (ed.): Picador Book of Latin American Short Stories. Picador/Macmillan, London 1998 (translation of 15 short stories), ISBN 978-0330339544
- 2002: Sánchez, Javier García: Induráin: A tempered passion. Mousehold, Norwich 2002, ISBN 978-1874739234

### Ponencias
- 2000. Seeking translation equivalents: A corpus-based approach.TRANSLATION IN CONTEXT

### Capítulos de libros
- 2002. Systems in translation: A systemic model for descriptive translation studies. In: Hermans T (eds.) Cross cultural transgressions: research models in translation studies II : historical and ideological issues. ISBN 9781900650472
- 2003. Translation Quality Assessment: An academic perspective. In: Cunico S; Cepedes BRD (eds.) Quality Issues in Translation.
- 2005. Email, emilio or mensaje de correo electronico? The Spanish fight for purity in the new technologies. In:  Anderman G; Rogers M (eds.) In and out of English: for better, for worse?. ISBN 978-3-030-08206-2
- 2006. Style in Audiovisual Translation. In:  Armstrong N; Federici F (eds.) Translating Voices, Translating Regions. ISBN 88-548-0619-6
- 2007. Engagement and graduation resources as markers of translator/interpreter positioning. In: Zhang M (eds) Discourse Analysis in Translation Studies. ISBN 9789027242822
- 2010. Evaluation and Intervention in Translation. In: Baker M; Olohan M; Pérez MC (eds.) Text and Context. ISBN 9781905763252
- 2011. Looming Large: A cross-linguistic analysis of semantic prosodies in comparable reference corpora. In:  Kruger A (eds.) Corpus-Based Translation Studies. ISBN 9781441115812
- 2012. A Translation Studies Perspective on the Translation of Political Concepts. In: Burke MJ; Richter M (eds.) Why Concepts Matter: Translating social and political thought. ISBN 978-9004194267
- 2014. Text Analysis and Translation. ISBN 9781118613504
- 2018. Translation analysis. In: Lieven D'Hulst; Yves Gambier (eds.) A History of Modern Translation Knowledge:sources, concepts, effect. (pp. 301-308) ISBN 978-90-272-0099-0
- 2021. Systemic Functional Linguistics as a framework for the analysis of translator/interpreter intervention. In:  Munday J; Kim M; Wang Z (eds.) Systemic Functional Linguistics and Translation Studies. ISBN 9781350091863
- 2022. Theories of Translation. In: The Cambridge Handbook of Translation. ISBN 9781108616119